# 焦恩俊
焦恩俊（1967年11月7日—），台湾著名男演员與歌手。生于台湾嘉義縣，籍貫山東濰縣，老家青岛。曾主演《七俠五義》、《青蛇與白蛇》、《小李飞刀》、《飞刀问情》、《泪痕剑》、《宝莲灯》、《宝莲灯前傳》、《世间道》等。

## 經歷
自幼崇拜李小龙，高中刚毕业，由嘉义只身北上到台北报名参加中影演员训练班。从训练班毕业后，當了臨時演員。後被同学劝慰要避免被圈里定位成龙套，于是争取有台词的表演机会，无果。在无戏可演的日子里，做起了各种杂工：洗盘子、家庭手工、制作女孩子喜欢戴的髮箍等。為了能進入電影圏，甘願充當道具助理。他的演藝才華，最終得到了大導演的賞識，在《八二三炮戰》中给他安排了一個傳令官的角色。接下来又让他演了《国父传》裡男主角身边的随从。但就在演艺事业有了进展时，他年纪到了，去服了兵役，期间参加了军队里的文工团，因此积累了不少歌舞表演经验。
兵役後，他参演了一些歌曲MTV。至今在KTV点一些台语老歌还能看到青涩但认真的焦恩俊。後在陪模特同事参加电视剧试镜时被发掘，从此展开了他真正的演艺生涯。从第一部戏《莫道无情》中的配角、到《回首天已蓝》的男二、到仍被影迷念念不忘的《七侠五义》中的南侠展昭，至家傳戶曉，紅遍中國大陸的《小李飛刀》，焦恩俊逐渐坐稳了一线小生的地位。
与琼瑶的經紀公司约满後，焦恩俊全力在中國大陸发展，以一系列著名的古装造型深受观众喜爱。
2008年，簽約星之國際，除了電視劇旳演出，着力重攻电影，並进入音乐圈。於09年和11年分別发行了首張個人EP《焦恩俊》和专辑《文森特先生》。
2013年約滿，創立「焦恩俊工作室」。

## 演出作品

### 电视剧
| 拍摄 年份 | 播出頻道                   | 劇 名                                                            | 飾 演                  |
| --------- | -------------------------- | ---------------------------------------------------------------- | ---------------------- |
| 1986      | 台视                       | 風雲人物                                                         | 阿非                   |
| 1990      | 台視                       | 邮差三度来按铃                                                   | Peter                  |
| 1990      | 中視                       | 莫道无情                                                         | 方俊鴻                 |
| 1990      | 華視                       | 爸爸万岁                                                         | 胡志伟                 |
| 1990      | 華視                       | 華視劇展-小市民的天空系列：等待黎明                              | 李興漢                 |
| 1990      | 中視                       | 亲爱的我把英雄变美人啦                                           | 昭阳                   |
| 1990      |                            | 黎明                                                             | 劉伯                   |
| 1990      |                            | 因果剧场：阴阳配                                                 | 譚小乙                 |
| 1991      | 台視                       | 欣欣劇場                                                         |                        |
| 1991      | 中视                       | 回首天已蓝                                                       | 程曉海                 |
| 1991      | 中视                       | 金鐘系列--儿子、房子、老妈子                                     |                        |
| 1991      | 华视                       | 甜蜜战争                                                         | 胡濟民                 |
| 1991      | 台视                       | 半生缘一世情                                                     | 李瑞成                 |
| 1992      | 中视                       | 军官与淑女                                                       | 花志中                 |
| 1993      | 中视                       | 仙人掌花                                                         | 胡健群                 |
| 1993      | 中视                       | 超级女巡按                                                       | 雷过                   |
| 1993      | 台视                       | 聊斋 之 牡丹灯笼 又名《倩女幽魂前传》                            | 曹亮瑜                 |
| 1993      | 华视                       | 包青天 之 寻亲记                                                 | 柳云龙                 |
| 1993      | 华视                       | 千言萬語                                                         | 纪人杰                 |
| 1994      | 中视                       | 明月青山在                                                       | 唐治中                 |
| 1994      | 华视                       | 七侠五义                                                         | 展昭                   |
| 1994      | 華視                       | 刘伯温传奇 之 轉世英雄                                           | 孟心竹、唐玉竹         |
| 1994      | 台视                       | 台湾情 之 渴望 又名《阿里山之恋》、《剑笑情缘》                  | 黄天福                 |
| 1995      | 華視                       | 劉伯溫傳奇 之 霧夜淚痕                                           | 唐玉竹                 |
| 1995      | 華視                       | 今生有约                                                         | 耿家树                 |
| 1995      | 华视                       | 苍天有眼                                                         | 孟少白                 |
| 1995      | 亚视、超视、台视           | 新包青天·秋之武、新包青天·审御猫                                 | 白玉堂                 |
| 1995      | 中视                       | 妈祖拜观音 之 鸳鸯梦                                             | 王文志                 |
| 1995      | 中視                       | 胭脂花红                                                         | 范旭川                 |
| 1996      | 台视                       | 花落花开                                                         | 柯尔(心)               |
| 1996      | 台视                       | 金鐘系列--答錄機愛情事件                                         | 林正杰                 |
| 1996      | 台视                       | 金鐘系列--文明荒野                                               | 许家安                 |
| 1996      | 台视                       | 金鐘系列--她们三个                                               | 赵希平                 |
| 1996      | 华视                       | 施公奇案 之 烧饼皇帝芝麻官、血手印、父子情深、天若有情、公主招亲 | 黄天霸                 |
| 1996      | 台视                       | 江湖小子                                                         | 萧逸龙                 |
| 1997      | 民视                       | 致命吸引力                                                       | 赵文宣（KIKI）         |
| 1997      | 中视                       | 苍天有泪                                                         | 展云翔                 |
| 1997      | 靖天戏剧台                 | 西门无恨                                                         | 宫毅                   |
| 1997      | 民视                       | 星座女人系列 之 射手座 说了再见以后                              | 莊立言                 |
| 1997      | 超视                       | 虬髯客与红拂女 又名《游龙惊风》、《红尘三侠转》                  | 李世民                 |
| 1998      | 香港亞洲電視               | 穆桂英之大破天門陣、穆桂英之十二寡婦征西                         | 杨宗保                 |
| 1998      | 亚视、中视                 | 花木蘭                                                           | 余承恩                 |
| 1998      | 三立都會台                 | 刀歌 之 回旋刀                                                   | 元人敬、元念祖         |
| 1998      | 三立都會台                 | 乡野奇谭 之 新鸳鸯蝴蝶梦                                         | 曹鼎文                 |
| 1999      | 华视                       | 小李飞刀                                                         | 李寻欢                 |
| 1999      | 台視                       | 包公出巡、包公奇案                                               | 展昭                   |
| 2000      | 华视                       | 吉祥如意年年来                                                   | 纳德                   |
| 2000      | 中视                       | 偷龙转凤 又名《绝色双娇》                                        | 龙康儿/朱寿 （朱厚照） |
| 2000      | 未知                       | 八岁龙爷闹东京                                                   | 刘蒜 （清河王子）      |
| 2001      | 中視、CCTV                 | 青蛇与白蛇（台灣與新加坡合作拍攝）又名 白蛇新傳、青蛇外傳        | 苗君宝（石君宝、法海） |
| 2001      | 湖北台                     | 飞刀问情                                                         | 李寻欢                 |
| 2002      | 未知                       | 狼侠                                                             | 帅天行（狼侠）         |
| 2002      | 未知                       | 雷峰塔英雄传 又名《戚继光：火烧雷峰塔》                          | 戚继光                 |
| 2002      | 未知                       | 十八罗汉                                                         | 李如璧（无尘）         |
| 2003      | 華視                       | 无河天（客串）                                                   | 金总裁                 |
| 2003      | CCTV                       | 凤求凰                                                           | 司马相如               |
| 2003      | 未知                       | 武当                                                             | 张君宝（张三丰)        |
| 2004      | CCTV                       | 宝莲灯                                                           | 二郎神 (杨戬）         |
| 2004      | 未知                       | 风流戏王                                                         | 李渔（李三）           |
| 2004      | 中視                       | 我爱河东狮 又名《惡妻在身邊》                                    | 柳士杰                 |
| 2005      | 江西卫视、台视             | 泪痕剑                                                           | 卓东来                 |
| 2005      | 亚视                       | 紅孩兒                                                           | 牛魔王（阿牛）         |
| 2005      | 湖北经视                   | 武当Ⅱ                                                            | 张三丰                 |
| 2005      | CCTV                       | 天地传奇 原名《开天辟地》                                        | 伏羲                   |
| 2005      | CCTV                       | 碧血剑                                                           | 夏雪宜（金蛇郎君）     |
| 2006      | 无线、 上海台              | 日月凌空                                                         | 贺兰敏之 （武敏之）    |
| 2006      | CCTV                       | 魔幻手机                                                         | 游所为                 |
| 2007      | CCTV                       | 宝莲灯前传                                                       | 二郎神（杨戬）         |
| 2008      | 未知                       | 金融危機之迷情姐妹                                               | 陳天祺                 |
| 2009      | CCTV                       | 傳說 原名《遠古的傳說》 、《华夏演义》                           | 神農 (炎帝)            |
| 2009      | 龍華戲劇台                 | 大將軍韓信 又名《战神韩信》、《韩信》                            | 韓信                   |
| 2009      | 北京文艺                   | 世间道                                                           | 程子凡 (古清生）       |
| 2009      | 浙江、陕西、云南、贵州卫视 | 等到胜利那一天                                                   | 凌永达                 |
| 2010      | CCTV                       | 俠隱記                                                           | 葉紅影                 |
| 2011      | 江苏城市                   | 南国有佳人                                                       | 张墨白                 |
| 2011      | 中国教育3                  | 越境                                                             | 荣公子（荣立仁）       |
| 2014      | 韩国中华TV、爱奇艺         | 皇甫神医 原名《皇甫谧传奇》                                      | 皇上（默认为司馬炎 ）  |
| 2015      | 湖南卫视                   | 旋风少女第一季                                                   | 曲向南                 |
| 2015      | 北京卫视                   | 新边城浪子                                                       | 花寒衣 （蕭別離）      |

### 电影
| 拍摄 年份 | 片 名                                                                  | 飾 演                          |
| --------- | ---------------------------------------------------------------------- | ------------------------------ |
| 1986年    | 《八二三炮戰》                                                         | 传令兵                         |
| 1986年    | 《國父傳》                                                             | 胡毅生                         |
| 1987年    | 《那一年我们去看雪》                                                   | 军官                           |
| 1987年    | 《中國最後一个太監》                                                   | 军阀副官                       |
| 1992年    | 《過街老虎》又名《93街头霸王》                                         | 谈家豪                         |
| 1992年    | 《新鸳鸯蝴蝶梦》又名《古今鸳鸯剑》或《剑霸天下》                       | 古云、小焦（Jackie/Skullhunt） |
| 1997年    | 《神探幻影》又名《大盗、神父、警察》                                   | 傅振华                         |
| 1998年    | 《春风得意梅龙镇》又名《四个厨师一围菜》                               | 吴俊                           |
| 2005年    | 《秋之舞》（CCTV6电视电影）                                            | 仇千里（李云）                 |
| 2008年    | 《朱仝与雷横》又名《水浒英雄谱之双峰镇》、 《雷横与朱仝》 （数码电影） | 朱仝                           |
| 2009年    | 《疯狂的导演》 （拍摄时为另一部电影，《冬天不冷》 ）                   | 广告代言人焦恩俊               |
| 2009年    | 《驚情》 又名《荒原惊情》                                              | 關寧                           |
| 2010年    | 《大玩家》                                                             | 二寶(皇帝)                     |
| 2010年    | 《硬汉2:奉陪到底》                                                     | 韓隊                           |
| 2012年    | 《悬战》原名《天衣无缝》                                               | 姜东                           |
| 2012年    | 《啊朋友还钱》                                                         | 曾思远                         |
| 2014年    | 《时间都去哪了》                                                       | 姚文成                         |
| 2014年    | 《枪过境》 原名《一兵一卒》                                            | 于永凡                         |

### 參演KTV伴唱帶
- 1990年
  - 《迎著風迎著雨》《讀你》《怎麼能》《初戀的滋味》《舞伴》《煙雨斜陽》《雲中月》《傷心酒》《相思海》《星夜的離別》《一生離不開的是你》《女孩的心思你別猜》《向日葵》《跟我說愛我》《給我溫情吧！愛人》《難忘的鳳凰橋》《送別》《偷吻》《森林之歌》《聽我細訴》《往事只能回味》《我在你左右》《小河彎彎》《無花果》《天要光》《梨花淚》《說聲對不起》《為君愁》《愛是你愛是我》《天涯找愛人》《我有一段情》《晚風》《海鷗》《我倆在一起》《萍聚》《曼莉》《星夜的別離》
- 1996年
  - 辛曉琪《愛上他不只是我的錯》

## 音樂作品
- 2002年：卓依婷：《八大巨星 百萬巨星大賺錢》 （客串演出）
- 2002年：卡带（新勢力：《小李飛刀》之《飛刀問情》CD情歌）收錄他的《多情風雨》《一個人的晚餐》《愛情傷了身》《為了他你離開我》
- 2002年：電視劇《狼俠》插曲 《多少故事能完美》
- 2009年：同名EP《焦恩俊》收錄《功夫》、《三生石》、《真的很痛》、《首爾之戀》四首歌曲
- 2011年： 电影《硬汉2》片尾曲 《爱情士兵》
- 2011年：专辑《文森特先生》收錄《蒲公英》、《雲端的天使》、《守候寂寞》、《候鳥》、《北極星》、《海邊》六首歌曲
- 2012年: 电视剧《南国有佳人》片尾曲 《我的天下》
- 后续未正式发行的歌曲有：《微光》、《礼物》、《雨夜》，皆赠予“家人们”。
- 2025年:與大女兒焦曼婷合唱旺旺孝親獎獲獎歌曲《你知道我需要什麼》。

## 公益

### 慈善義舉
- 1999年：台湾 由焦恩俊先生發出倡议带领影友会成员举办爱心活动
- 2000年-2001年：台湾 连续两年延续爱心活动，参加人员逐渐增多
- 2002年2月：台湾 佳升仁爱之家爱心活动
- 2002年9月：香港 敬老嘉年华会爱心活动 　　上海“关注白血病患儿”爱心捐助
- 2003年1月：台湾 佳升仁爱之家爱心活动
- 2003年6月：台湾，北京 　　台湾新竹世光教养院与北京通州关爱中心同时举行“跨越海峡的爱”爱心捐赠助残活动
- 2004年8月：上海 博爱康复中心爱心活动
- 2005年7月：北京 为北京市残疾人社会公益事业促进会捐赠扶残助学金
- 2006年8月：深圳 社会福利中心爱心活动 　　9月 杭州 社会福利中心中秋慰问百岁老人
- 2007年8月：我的太阳我的梦捐助10名大学生
- 2008年5月：心系灾区捐款8万号召国际影友会献爱心
- 2009年8月：捐助台湾灾区大行动
- 2009年9月：探访深圳儿童院
- 2010年4月：捐款救助成都白血病患者
- 2010年11月：重庆（学童午餐）爱心活动
- 2011年12月：阿拉善（贫困家庭孩子们的救助善款）爱心活动
- 2012年 北京太阳村爱心活动
- 2013年 北京光爱学校爱心活动
- 2014年 河北秦皇岛光明爱心之家爱心活动
- 2015年 河南新乡阳光村爱心活动
- 2016年 广西南宁爱心活动
- 2017年 湖北武汉子墨艺高爱心活动
- 2018年 山西太原爱心活动
- 每年皆带领焦恩俊国际影友会举办爱心活动。

## 立場
在南海仲裁案中，焦恩俊在2016年7月12及13日於新浪微博公开表达对仲裁结果的不满，并转发“中国，一点都不能少”的图片。他表示：「大家早安：在這個時刻，我們身為一個中國人，應該更團結，而不是在網上散播反動思想，造謠挑釁，希望那些見不得光，用小號來搗亂的自動離開。」